# RTA (组合)
RTA（Road To Asia）是中國前男子音樂組合，組合由10名成員組成，隸屬於北京悅音堂文化有限公司和GRIOT株式会社。根據組合成員的年紀，組合又分為少年組和青年組。

## 組合成員

### 少年組
| 姓名    | 出生年月      | 出身地   |
| ------- | ------------- | -------- |
| ▉徐浩   | 1994年1月25日 | 中国湖南 |
| ▉左溢   | 1997年1月20日 | 中国上海 |
| ▉刘俊麟 | 1995年8月17日 | 中国四川 |
| ▉朱元冰 | 1995年1月11日 | 中国上海 |

### 青年組
| 姓名     | 出生年月      | 出身地   |
| -------- | ------------- | -------- |
| 何熠飞   | 1990年7月15日 | 中国四川 |
| 李鹤     | 1988年7月30日 | 中国遼寧 |
| 前嶋佑赞 | 1983年9月18日 | 日本     |
| 前田紘利 | 1989年1月8日  | 日本     |
| 邱日勇   | 1989年12月9日 | 马来西亚 |
| 张晓枫   | 1990年3月26日 | 中国湖南 |

## 音樂作品

### 已發行作品
- （2011年5月13日，迷你專輯）[2]

- 《少年进化论》（2012年6月1日，迷你專輯）[3][4]

- 《未来制造工厂》（2013年4月26日，錄音室專輯）[5]

### 未發行作品
- 《雨中曲》（2011年8月11日，單曲）
- 《向日葵》（2011年10月10日，單曲）
- 《穿越時空愛上你》（2013年4月15日，單曲）

## 演出作品
- 《天天向上》（湖南衛視，2010年8月－2012年4月）－常規嘉賓
- 《少年成長說》（湖南衛視，2011年7月－2011年11月）－主持人
- 《向上吧！少年！》（湖南衛視，2012年1月－2012年7月）－主持人

## 外部連結
| - 左溢的新浪微博 - 徐浩的新浪微博 - 朱元冰的新浪微博 - 劉俊麟的新浪微博 - 李鶴的新浪微博 | - 何熠飛（页面存档备份，存于）的新浪微博 - 邱日勇的新浪微博 - 張曉楓的新浪微博 - 前嶋祐贊（页面存档备份，存于）的新浪微博 - 前田紘利（页面存档备份，存于）的新浪微博 |